# Коцирас, Яннис
Яннис Коцирас (греч. Γιάννης Κότσιρας, 5 октября 1969, Афины) — греческий музыкант, исполнитель музыки в стиле современной рембетики и лаики.

## Биография
Музыкальную карьеру начал в 1990 году. Первый профессиональный альбом «Αθώος Ένοχος» (рус. Невинный виновный) был выпущен в 1996 году. В начале 2000-х годов Коцирас получил настоящую популярность. В 2001 году он дал концерт на сцене Одеона Герода Аттического, а также древнего Эпидавра. Его альбом «Yiannis Kotsiras LIVE» 2002 года всего за несколько месяцев был продан тиражом 120 тыс. дисков в Греции. В 2004 году вышел альбом под названием «30 και κάτι», несколько песен для которого впервые написал сам Янис — и лирику, и музыку.
Яннис Коцирас сотрудничал с Никосом Портокалоглу, Никосом Антипас, Димитрисом Пападимитриу, Харис Алексиу, участвовал в записи альбомов, посвященных таким фигурам, как Микис Теодоракис, Дионисис Саввопулос, Яннис Макропулос.
В 2003 году Коцирас получил награду World Music Awards как самый успешный по количеству проданных альбомов в Греции певец. В марте 2004 года во время церемонии зажжения Олимпийского огня в древней Олимпии песня «Torch Relay» прозвучал на весь мир, а сингл «Pass The Flame», которую содержал продавался во всем мире.
В 2005 Коцирас записал несколько кавер-версий собственных песен. Сборник получил статус золотого альбома в Греции, а певцу удалось давать концерты 6 дней подряд в Афинском концертном холле Мегарон. В сентябре 2006 года восьмой альбом «Ταξίδια φιλιά» стал платиновым. Настоящим признанием для Коцираса стал концерт 2007 года на сцене Ликавита в честь празднования десятилетия профессиональной музыкальной карьеры.
Последний альбом Янниса Коцираса вышел в ноябре 2008 года под названием «Και πάλι παιδί».

## Дискография
- ΑΘΩΟΣ ΕΝΟΧΟΣ 1996
- ΜΟΝΟ ΕΝΑ ΦΙΛΙ 1997
- ΠΡΟΔΟΣΙΑ 1997
- ΓΙΑΝΝΗΣ ΚΟΤΣΙΡΑΣ 1999
- ΦΥΛΑΚΑΣ ΑΓΓΕΛΟΣ 1999
- ΟΡΓΑΝΙΚΑ ΚΑΙ ΑΝΟΡΓΑΝΩΤΑ 2000
- ΑΞΙΟΝ ΕΣΤΙ 2002
- ΓΙΑΝΝΗΣ ΚΟΤΣΙΡΑΣ — LIVE 2002
- ΞΥΛΙΝΟ ΑΛΟΓΑΚΙ 2003
- DVD-ΤΙ ΤΡΑΓΟΥΔΙ ΝΑ ΣΟΥ ΠΩ 2003
- PASS THE FLAME 2004
- 30+ΚΑΤΙ 2004
- Ο ΔΡΟΜΟΣ 2006
- ΤΑΞΙΔΙΑ ΦΙΛΙΑ 2006
- Περισσότερα Ταξίδια Φιλιά 2007
- Και πάλι παιδί 2008
- Γιάννης Κότσιρας LIVE 2010